# Nikias II (Töpfer)
Nikias (altgriechisch Νικίας), Sohn des Hermokles, war ein attischer Töpfer, tätig um 420–400 v. Chr. in Athen.

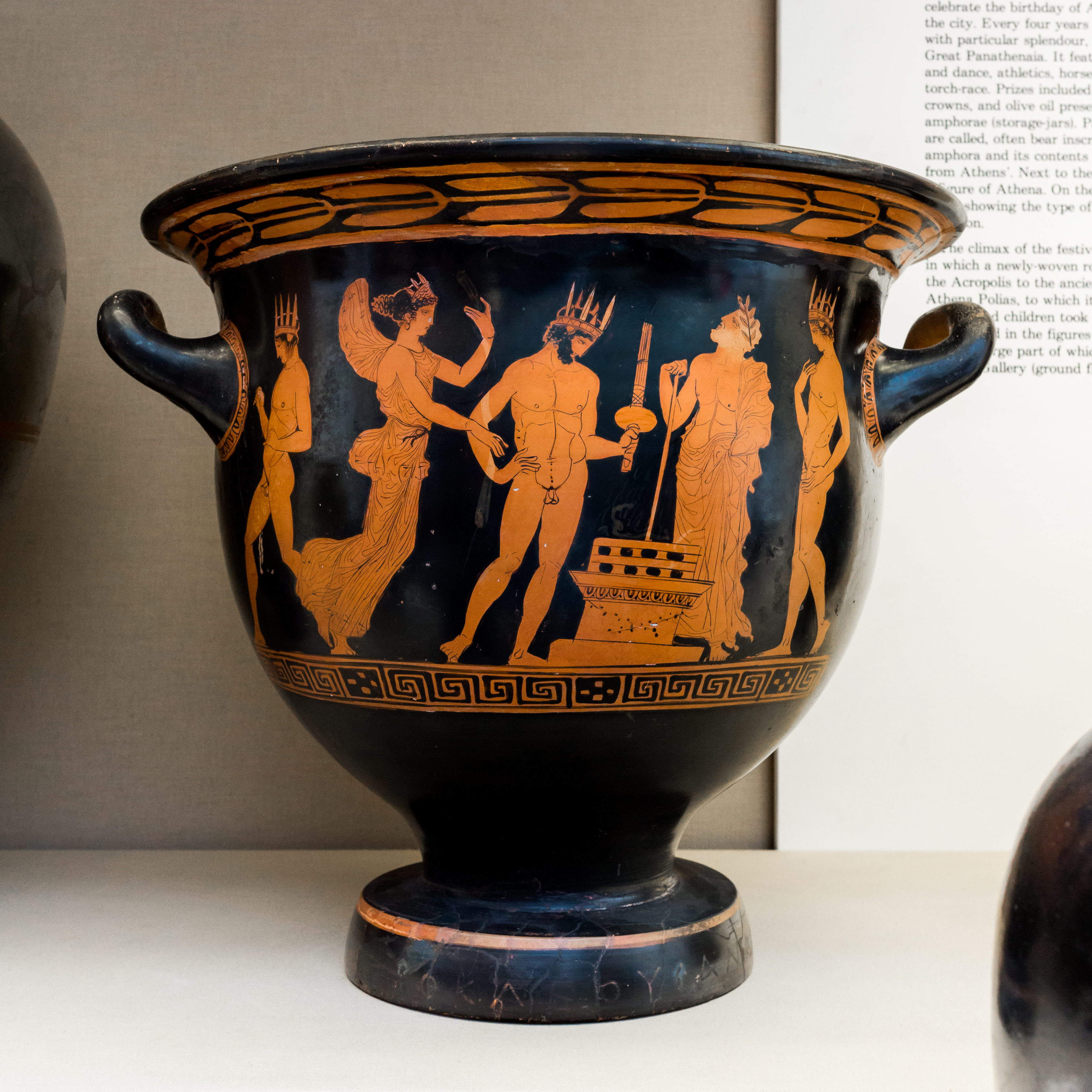
Von Nikias signierter Glockenkrater, London, British Museum

Er ist nur durch seine Signatur auf dem Fuß eines rotfigurigen Glockenkrater in London, British Museum Inv. 1898.7-16.6 bekannt. Hier nennt er außer dem Namen seines ansonsten unbekannten Vaters auch seine Deme Anaphlystos. Nach ihm ist der Nikias-Maler benannt.